# Euphorbia spissiflora
Euphorbia spissiflora är en törelväxtart som beskrevs av Susan Carter. Euphorbia spissiflora ingår i släktet törlar, och familjen törelväxter. Inga underarter finns listade i Catalogue of Life.